# Garret Barry
Garret Barry militar irlandés del siglo XVII que combatió en la Guerra de los Ochenta Años y en las Guerras confederadas de Irlanda.
Descendiente de una familia católica de ingleses viejos, del condado de Cork, se vio obligado, al igual que muchos otros irlandeses católicos de su generación, a desarrollar una carrera militar fuera de Irlanda. Sirvió durante casi treinta años en el regimiento irlandés del Ejército español en Flandes contra las tropas de las Provincias Unidas de los Países Bajos.
Regresó a Irlanda en 1640 a reclutar hombres para el ejército español. Esta misión fue interrumpida por el estallido de la rebelión de 1641. Barry se unió a los católicos insurrectos en la Asociación Católica Confederada de Irlanda, que le nombró General del ejército de Munster. Consiguió tomar Limerick gracias al empleo de las técnicas aprendidas en su estancia en Flandes, pero no consiguió capturar Cork, y fue puesto en desbandada en la batalla de Liscarroll. Estos reveses minaron seriamente su reputación, por lo que sus intervenciones en la guerra a partir de entonces revistieron escasa importancia. Murió en Limerick en 1647.
Barry destacó, además, como un prolífico autor de literatura militar, habiendo escrito varios manuales de entrenamiento y mando de tropas en combate.
- Datos: Q2842867